# Decimal

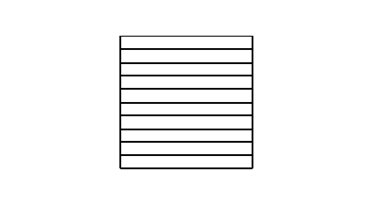
Representació de la divisió d'un enter en deu parts iguals

Un decimal és una fracció de la desena part d'un nombre enter.